# Natalia Téllez
Natalia Téllez Martínez (Ciudad de México, México; 16 de diciembre de 1985) es una actriz y conductora de televisión mexicana. Participó en Rebelde como Karen, y tuvo su propio programa en Telehit. Ha participado en programas como Hoy, La voz México, Netas divinas y ¿Quién es la máscara?.

## Biografía
En su infancia, Natalia Téllez estudió en el Instituto Félix de Jesús Rougier de la Ciudad de México. Es hija del pintor Guillermo Téllez y hermana de la escritora Artemisa Téllez. Cursó después estudios en el Centro de Educación Artística, perteneciente a la empresa mexicana Televisa. Realizó varios trabajos como modelo y participó en las telenovelas, Rebelde y Palabra de mujer. En 2008, participó en la serie La Rosa de Guadalupe, y al año siguiente colaboró con Benny Ibarra en su videoclip «Déjalo ir»  y obtuvo la oportunidad de conducir su propio programa llamado El mundo al revés con Natalia.
En 2012, fue conductora del programa Telehit Music Band y participó en la serie de televisión Hoy soy nadie. En 2016  se convirtió en la presentadora del reality show de canto La voz México. En 2014, participó en algunos episodios de la serie de televisión Cuenta pendiente. Participó en la conducción de los programas Telehit New Generation y Diablito show en 2015, además de participar en la serie de televisión Logout. Al año siguiente, formó parte del programa Hoy, y de la serie de televisión 40 y 20.
Para el año 2017, formó parte del video musical de «Tóxico» canción mexicano Christian Chávez. Al año siguiente, protagonizó junto a la actriz Renata Notni, la influencer Dhasia Wezca y Melina Figueroa el vídeo musical «Eso no va a suceder» del dúo estadounidense Ha*Ash. Asimismo, formó parte de la conducción de Netas divinas. En 2019, se convirtió en la presentadora del show mexicano producido por Televisa, ¿Quién es la máscara? junto a Omar Chaparro.

## Filmografía

### Telenovelas
| Año  | Telenovela           | Personaje            | Ref.   |
| ---- | -------------------- | -------------------- | ------ |
| 2004 | Rebelde              | Karen                | [ 1 ]  |
| 2007 | Palabra de mujer     | Betty Ortiz          | [ 2 ]  |
| 2008 | La rosa de Guadalupe | Episodio- "Soy Emo"  | [ 3 ]  |
| 2021 | Te acuerdas de mí    | Dolores "Lola" Solís | [ 15 ] |
| 2024 | Profe infiltrado     | Maestra Sofia        | [ 16 ] |
| 2024 | Las azules           | Valentina            | [ 17 ] |

### Videos musicales
| Año  | Canción               | Artista          | Ref.   |
| ---- | --------------------- | ---------------- | ------ |
| 2016 | «Déjalo ir»           | Benny Ibarra     |        |
| 2017 | «Tóxico»              | Christian Chávez | [ 11 ] |
| 2018 | «Eso no va a suceder» | Ha*Ash           | [ 18 ] |

### Películas
| Año  | Película          | Personaje | Ref.   |
| ---- | ----------------- | --------- | ------ |
| 2022 | Amores permitidos | Gabriela  | [ 19 ] |
| 2023 | Quiero tu vida    | Ángela    | [ 20 ] |

### Conducción
| Año           | Programa                      | Ref.   |
| ------------- | ----------------------------- | ------ |
| 2009          | El Mundo al Revés con Natalia | [ 5 ]  |
| 2012          | Telehit Music Band            |        |
| 2013-2016     | La voz México                 | [ 7 ]  |
| 2015-2016     | Vídeos con Natalia            |        |
| 2015          | Telehit New Generation        |        |
| 2015          | Diablito show                 |        |
| 2016-2018     | Hoy                           | [ 9 ]  |
| 2018-presente | Netas divinas                 | [ 13 ] |
| 2019          | ¿Quién es la máscara?         | [ 21 ] |

### Series de televisión
| Año  | Serie                        | Ref.   |
| ---- | ---------------------------- | ------ |
| 2009 | Que show con Alejandra Bogue |        |
| 2012 | Hoy soy nadie                | [ 6 ]  |
| 2014 | Cuenta pendiente             |        |
| 2015 | Logout                       | [ 8 ]  |
| 2016 | 40 y 20                      | [ 10 ] |
| 2022 | Todo por Lucy                | [ 22 ] |